# Liste der Biografien/Dai
Liste der Biografien |
Portal Biografien |
Personensuche
# |
A |
B |
C |
D |
E |
F |
G |
H |
I |
J |
K |
L |
M |
N |
O |
P |
Q |
R |
S |
T |
U |
V |
W |
X |
Y |
Z |
?
 
Da |
Db |
Dc |
Dd |
De |
Dg |
Dh |
Di |
Dj |
Dk |
Dl |
Dm |
Dn |
Do |
Dq |
Dr |
Ds |
Du |
Dv |
Dw |
Dy |
Dz
 
Daa |
Dab |
Dac |
Dad |
Dae |
Daf |
Dag |
Dah |
Dai |
Daj |
Dak |
Dal |
Dam |
Dan |
Dao |
Dap |
Daq |
Dar |
Das |
Dat |
Dau |
Dav |
Daw |
Dax |
Day |
Daz
Die Liste der Biografien führt alle Personen auf, die in der deutschsprachigen Wikipedia einen Artikel haben. Dieses ist eine Teilliste mit 158 Einträgen von Personen, deren Namen mit den Buchstaben „Dai“ beginnt.

## Dai
- Dai Ailian (1916–2006), chinesische Tänzerin
- Dai Bingguo (* 1941), chinesischer Diplomat und Parteifunktionär
- Dai Qing (* 1941), chinesische Journalistin und Umweltaktivistin
- Dai Si (* 1991), chinesische Schauspielerin
- Dai Wangshu (1905–1950), chinesischer Schriftsteller
- Dai Xiaoxiang (* 1990), chinesischer Bogenschütze
- Dai, Hongjie (* 1966), chinesisch-amerikanischer physikalischer Chemiker und Nanowissenschaftler
- Dai, Jin (1388–1462), chinesischer Maler
- Dai, Jitao (1891–1949), chinesischer Politiker und Publizist
- Dai, Kenji (* 1989), japanischer Fußballspieler
- Dai, Li (1896–1946), Chef der chinesischen Geheimpolizei
- Dai, Lili (* 1964), chinesische Tischtennisspielerin
- Dai, Mangong (1596–1672), chinesischer Konfuzianer, Dichter und Kalligraph, Mönch der buddhistischen Ōbaku-Schule
- Dai, Nianci (1920–1991), chinesischer Architekt
- Dai, Qianqian (* 2000), chinesische Speerwerferin
- Dai, Sijie (* 1954), chinesischer Schriftsteller, Drehbuchautor und Filmregisseur
- Dai, Weili (* 1960), US-amerikanische Unternehmerin
- Dai, Xianglong (* 1944), chinesischer Politiker (Volksrepublik China)
- Dai, Yun (* 1977), chinesische Badmintonspielerin

### Daib
- Daiber, Albert (1857–1928), deutscher Chemiker, Arzt und Schriftsteller
- Daiber, Alfred (1886–1961), deutscher Architekt und Baubeamter
- Daiber, Claudia (* 1955), deutsche Sachbuchautorin
- Daiber, Hans (1880–1969), deutscher Architekt und Maler
- Daiber, Hans (1927–2013), deutscher Journalist
- Daiber, Hans (1942–2024), deutscher Arabist
- Daiber, Jürgen (* 1961), deutscher Literaturwissenschaftler
- Daiber, Karl (1878–1956), deutscher Architekt und Kommunalpolitiker
- Daiber, Karl-Fritz (1931–2025), deutscher evangelischer Theologe, Religionssoziologe und Hochschullehrer
- Daiber, Marie (1868–1928), deutsche Zoologin
- Daibes abu Dayyeh, Khouloud (* 1966), palästinensische Architektin, Denkmalpflegerin, Stadtplanerin und Ministerin

### Daic
- Daichendt, Dietmar (* 1967), deutscher Chirotherapeut und HochschullehrerDietmar Daichendt (* 1967)

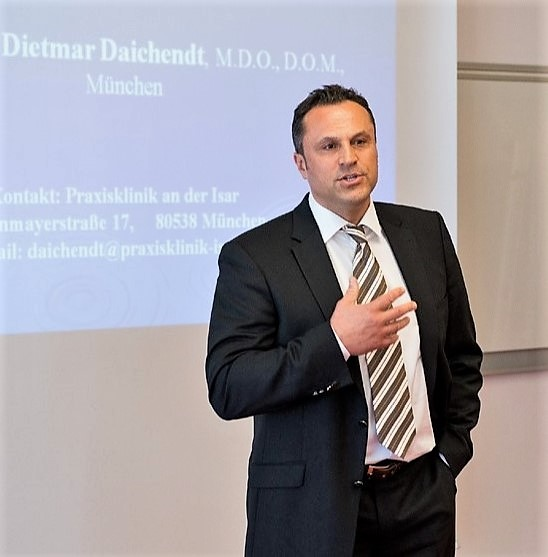
Dietmar Daichendt (* 1967)

- Daiches, David (1912–2005), schottischer Hochschullehrer und Literaturkritiker
- Daichi (* 1990), japanischer Beatboxer
- Daichin, Khan der Kalmücken
- Daicoviciu, Constantin (1898–1973), rumänischer Althistoriker, Provinzialrömischer Archäologe und Politiker
- Daicoviciu, Hadrian (1932–1984), rumänischer Historiker, Archäologe, Epigraphiker und Hochschullehrer

### Daid
- Daidalos, griechischer Gemmenschneider
- Daidō, Tamaki (* 1966), japanische Schriftstellerin
- Daidōji, Yūzan (1639–1730), japanischer Militärexperte und Autor

### Daie
- D’Aiello, Renato (* 1959), italienischer Jazzmusiker

### Daif
- Daif, Ismael (* 1981), marokkanischer Sprinter
- Daʿif, Raschid ad- (* 1945), libanesischer Autor

### Daig
- Daigeler, Bina (* 1965), deutsche Kostümbildnerin in Spanien
- Daigeler, Eugen (* 1979), römisch-katholischer Priester, Theologe und Liturgiker
- Daigger, Sven (* 1984), deutscher Komponist und Musiktheoretiker
- Daigh, Chuck (1923–2008), US-amerikanischer Rennfahrer
- Daigle, Alain (* 1954), kanadischer Eishockeyspieler
- Daigle, Alexandre (* 1975), kanadischer Eishockeyspieler
- Daigle, Angela (* 1976), US-amerikanische Sprinterin
- Daigle, France (* 1953), kanadische Schriftstellerin und Journalistin
- Daigle, Lauren (* 1991), US-amerikanische Sängerin christlicher Pop- und LobpreismusikLauren Daigle (* 1991)

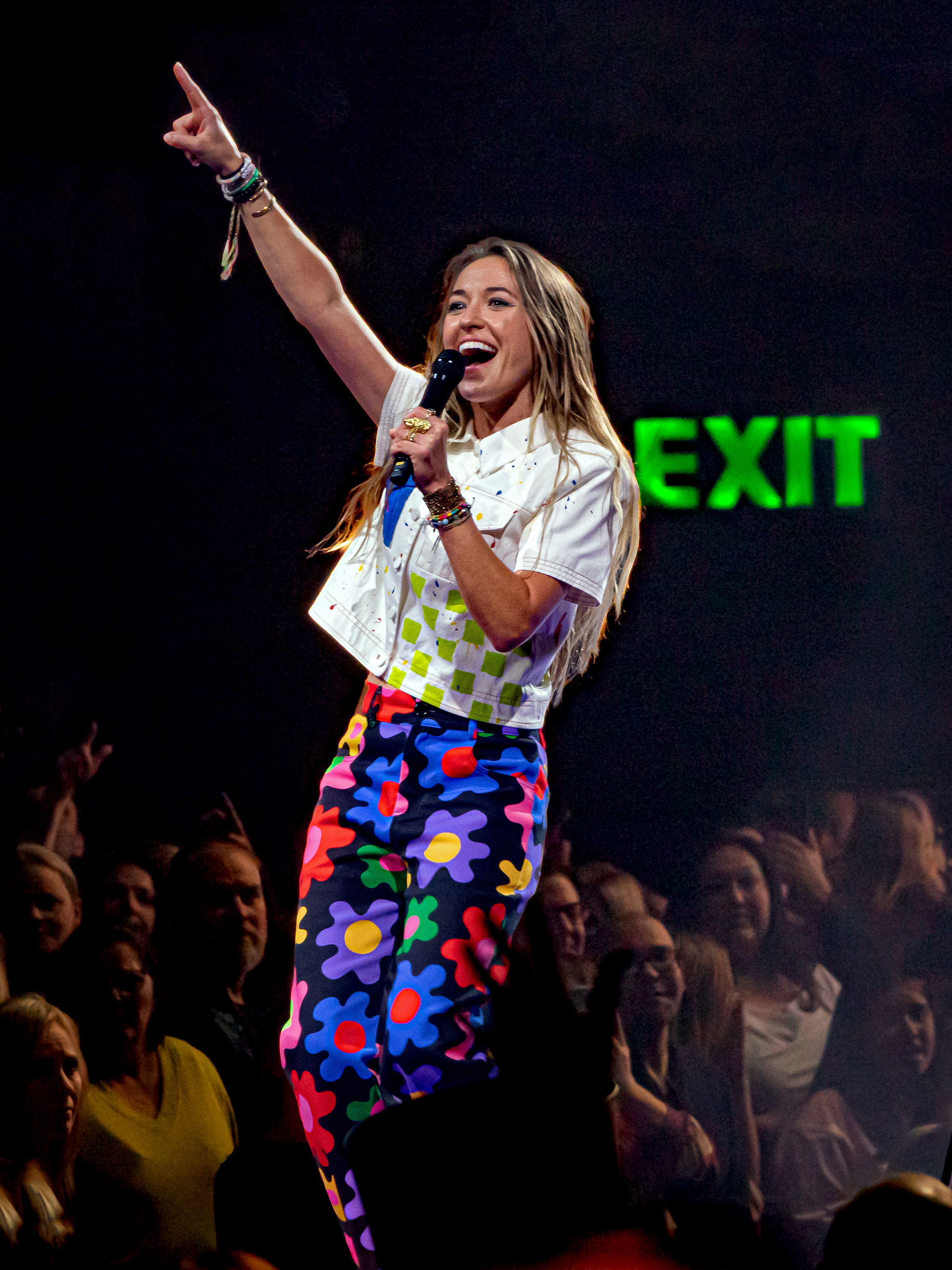
Lauren Daigle (* 1991)

- Daigle, Steven (* 1973), US-amerikanischer Pornodarsteller
- Daigle, Sylvie (* 1962), kanadische Eisschnellläuferin und Shorttrackerin
- Daignault, Eugène (1895–1960), kanadischer Schauspieler und Sänger
- Daignault, Pierre (1925–2003), kanadischer Schauspieler, Folksänger und Schriftsteller
- Daigneault, Jean-Jacques (* 1965), kanadischer Eishockeyspieler und -trainer
- Daigneault, Robert (* 1940), kanadischer Komponist
- Daigo (885–930), 60. Tennō von Japan (897–930)
- Daigo (* 1978), japanischer Sänger und Songwriter
- Daigo, Naoyuki (* 1981), japanischer Hochspringer
- Daigo, Toshirō (1926–2021), japanischer Judoka und Judotrainer

### Daij
- Daija, Tish (1926–2003), albanischer Komponist

### Daik
- Daiker, Otto (1911–1968), deutscher Motorradrennfahrer und Deutscher Meister
- Daiker, Rob (* 1969), US-amerikanischer Musiker und Musikproduzent
- Daikles, griechischer Olympionike
- Daikokuya, Kōdayū (1751–1828), japanischer Seefahrer
- Daikuhara, Gintarō (1868–1934), japanischer Agrochemiker

### Dail
- Dailey, Albert (1939–1984), US-amerikanischer Jazzpianist
- Dailey, Bob (1953–2016), kanadischer Eishockeyspieler
- Dailey, Dan (1913–1978), US-amerikanischer Film- und Theaterschauspieler
- Dailey, Daniel A. (* 1969), 15. Sergeant Major of the U.S. ArmyDaniel A. Dailey (* 1969)

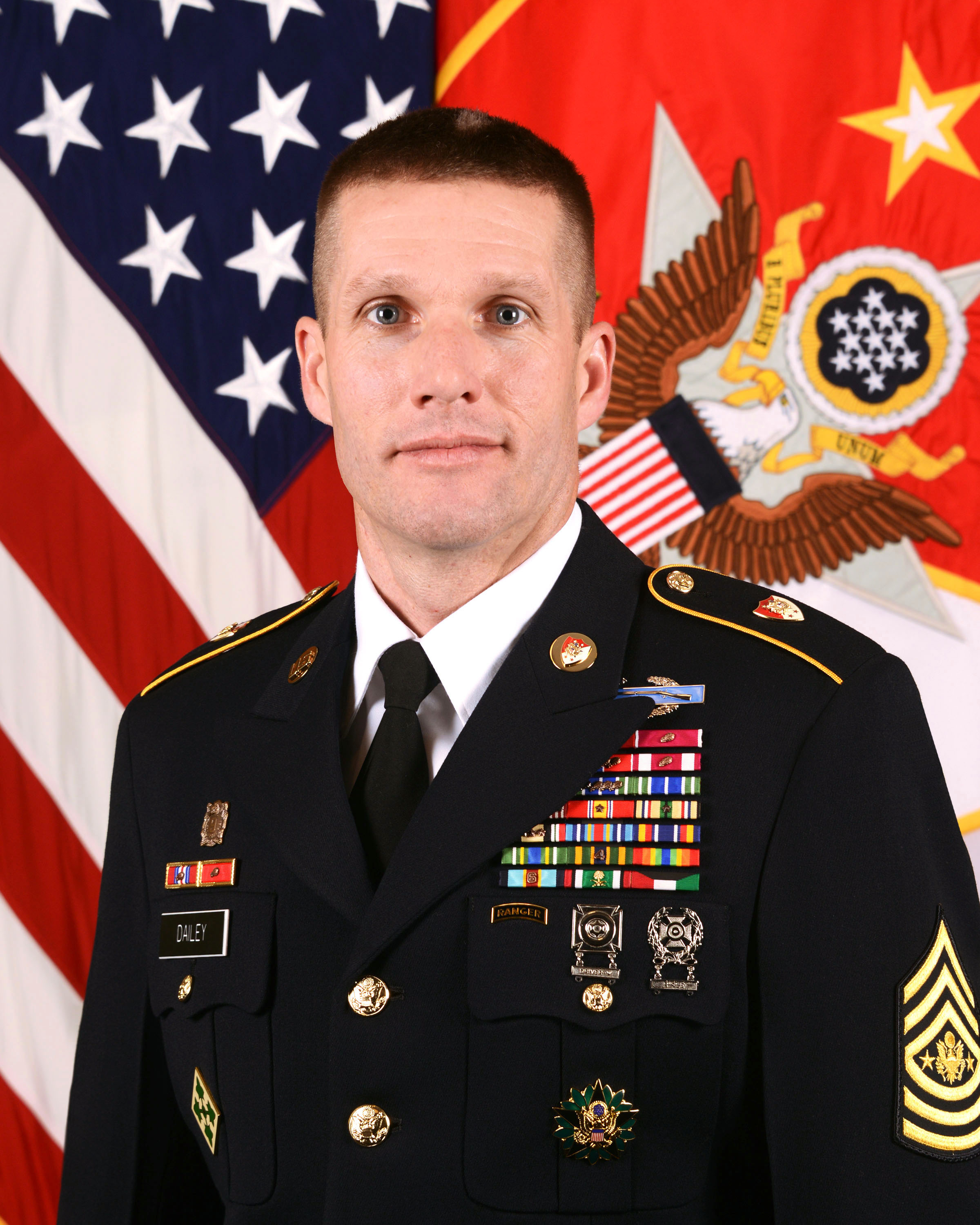
Daniel A. Dailey (* 1969)

- Dailey, Don (1956–2013), amerikanischer Informatiker und Computerschachprogrammierer
- Dailey, Douglas (* 1944), britischer Radrennfahrer
- Dailey, Irene (1920–2008), US-amerikanische Film- und Theater-Schauspielerin
- Dailey, Janet (1944–2013), US-amerikanische Schriftstellerin
- Dailey, Mark (1953–2010), amerikanisch-kanadischer Nachrichten- und Synchronsprecher
- Dailidė, Algimantas (1921–2015), litauisches Mitglied der Sicherheitspolizei Saugumas
- Dailland, Laurent (* 1956), französischer Kameramann
- Daille, Marius (1878–1978), französischer General
- Daillencourt, Bernard (1923–1992), französischer Kameramann
- Dailley, Gordon (1911–1989), britischer Eishockeyspieler
- Daillon, Gui de (1530–1585), Gouverneur de Poitou
- Daillon, Henri de († 1685), französischer Hochadliger und Militär, Großmeister der Artillerie von Frankreich
- Daillon, Jean de (1423–1481), französischer Adliger, Gouverneur von Artois, Dauphiné und Touraine
- Daillon, Jean III. de (1494–1557), französischer Militär
- Dailly, Christian (* 1973), schottischer Fußballspieler
- Dailor, Brann (* 1975), US-amerikanischer Schlagzeuger
- Daily, Bill (1927–2018), US-amerikanischer Komiker und SchauspielerBill Daily (1927–2018)

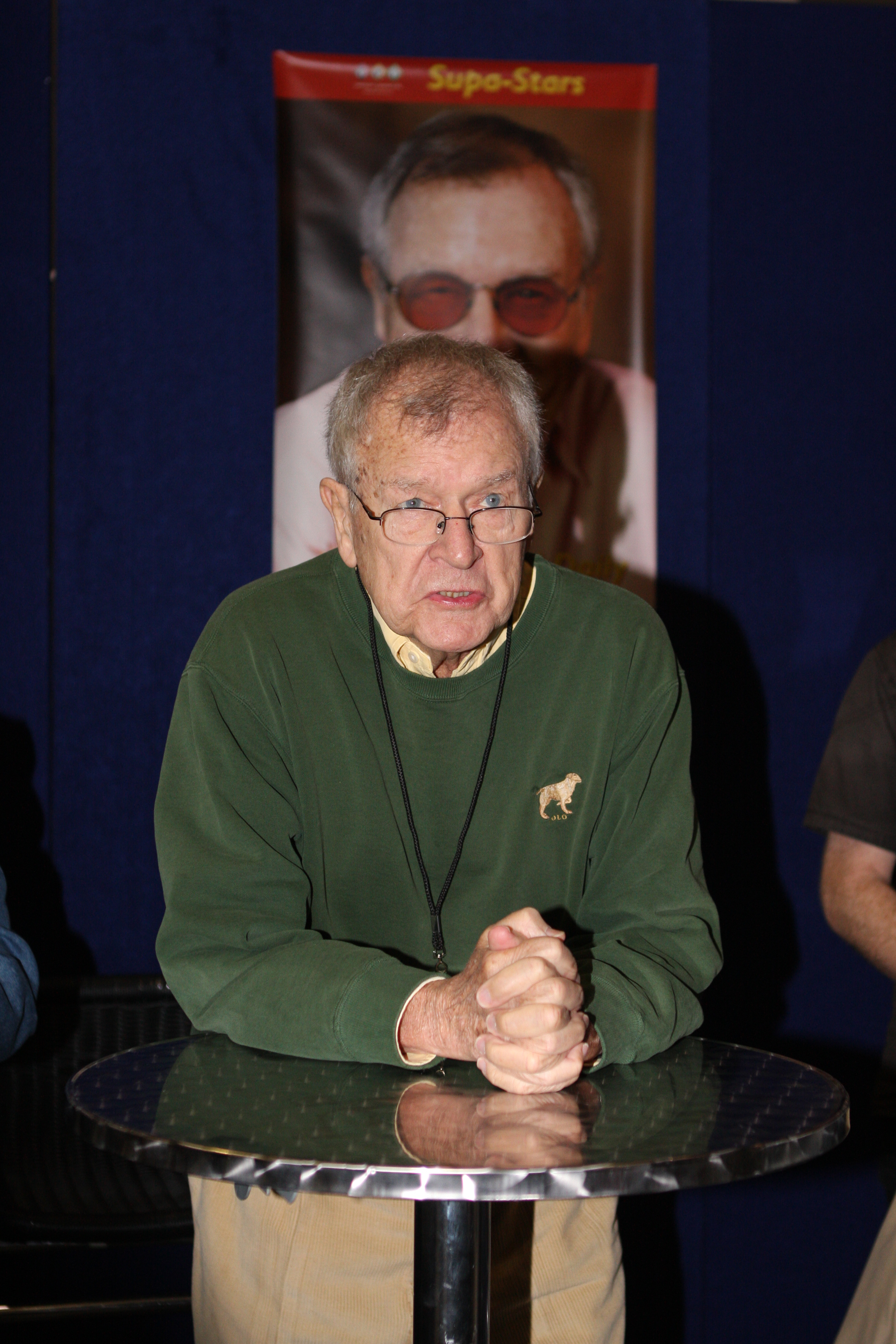
Bill Daily (1927–2018)

- Daily, Charles R. (1902–1994), US-amerikanischer Ingenieur und Filmtechniker
- Daily, Elizabeth (* 1961), US-amerikanische Sängerin, Schauspielerin und Synchronsprecherin
- Daily, Gretchen (* 1964), US-amerikanische Ökologin
- Daily, Pete (1911–1986), US-amerikanischer Jazzmusiker (Kornett, Ventilposaune) des Traditional Jazz (Dixieland) und Swing
- Daily, Samuel Gordon (1823–1866), US-amerikanischer Politiker
- Daily, Shaundra (* 1979), US-amerikanische Ingenieurin
- Daily, Thomas Vose (1927–2017), US-amerikanischer Geistlicher, römisch-katholischer Bischof von Brooklyn
- Dailydaite, Goda (* 1985), deutsche Boxerin
- Dailydka, Stasys (* 1953), litauischer Politiker

### Daim
- DAIM (* 1971), deutscher Graffiti-Künstler
- Daim, Falko (* 1953), österreichischer Archäologe
- Daim, Olivier le († 1484), Kammerdiener Ludwig XI. und Graf von Meulan
- Daim, Wilfried (1923–2016), österreichischer Psychologe, Psychotherapeut, Schriftsteller und Kunstsammler
- Daimachos, antiker griechischer Geschichtsschreiber
- Daimachos, antiker griechischer Geschichtsschreiber und Diplomat
- Daimagüler, Mehmet (* 1968), deutscher Jurist, Autor und Politiker (FDP)
- Daimer, Josef (1845–1909), Gemeindearzt, Pionier des Alpinismus im Tauferer Ahrntal
- Daimer, Nischan (* 1967), deutscher Geher
- Daimer, Rita (* 1962), deutsche Sprinterin
- Daimler, Adolf (1871–1913), Direktor und Mitinhaber der Daimler-Motoren-Gesellschaft
- Daimler, Elise (1875–1956), deutsche Malerin und Grafikerin
- Daimler, Gottlieb (1834–1900), deutscher Ingenieur, Konstrukteur und UnternehmerGottlieb Daimler (1834–1900)

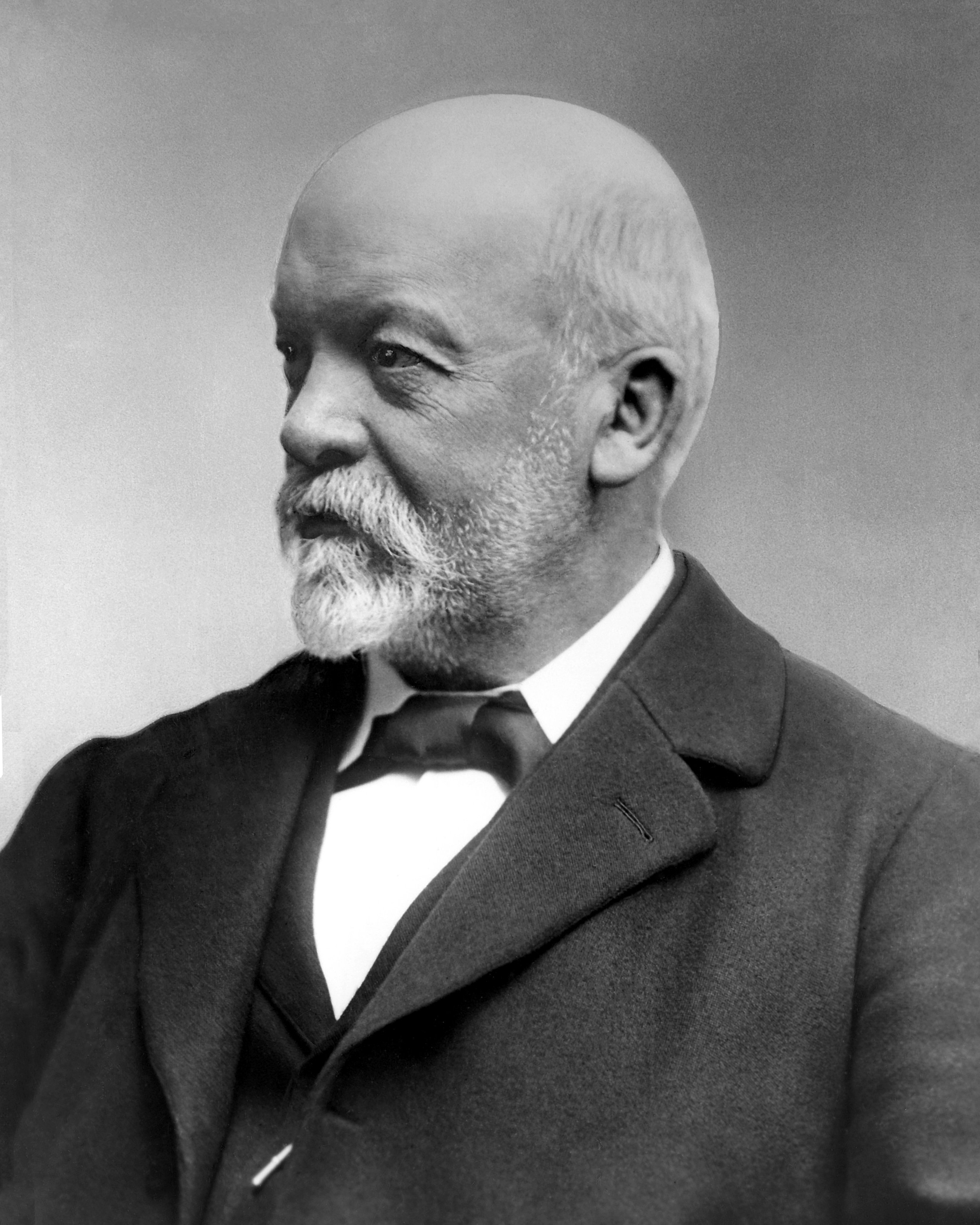
Gottlieb Daimler (1834–1900)

- Daimler, Paul (1869–1945), deutscher KonstrukteurPaul Daimler (1869–1945)

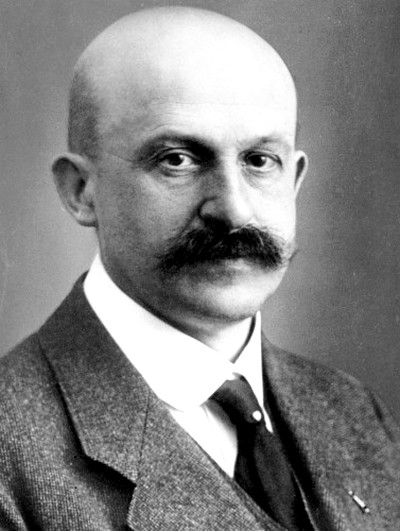
Paul Daimler (1869–1945)

### Dain
- Dain, Alphonse (1896–1964), französischer Gräzist, Byzantinist, Paläograph und Kodikologe
- Dain, Killian (* 1985), nordirischer Wrestler
- Daina, André (* 1940), Schweizer Fußballspieler und -schiedsrichter
- Dainas, Kurt (* 1896), deutscher Sportpädagoge und Hochschullehrer
- Dainat, Holger (* 1956), deutscher Literaturwissenschaftler
- Dainelli, Dario (* 1979), italienischer Fußballspieler
- Dainelli, Giotto (1878–1968), italienischer Geologe und Geograf
- Daines, Steve (* 1962), US-amerikanischer Politiker
- Dainese, Alberto (* 1998), italienischer Radrennfahrer
- Daingerfield, Elliott (1859–1932), US-amerikanischer Maler und Kunstschriftsteller
- Daini, Kuniya (* 1944), japanischer Fußballspieler und -funktionär
- Dainton, Barbara (1911–2007), Überlebende des „Titanic“-Untergangs
- Dainton, Frederick Sydney (1914–1997), englischer Chemiker
- Dainton, John (* 1947), britischer Physiker
- Dainton, Patricia (1930–2023), britische Schauspielerin in Film, Fernsehen und Theater
- Dainton, Steven (* 1967), britischer KonteradmiralSteven Dainton (* 1967)

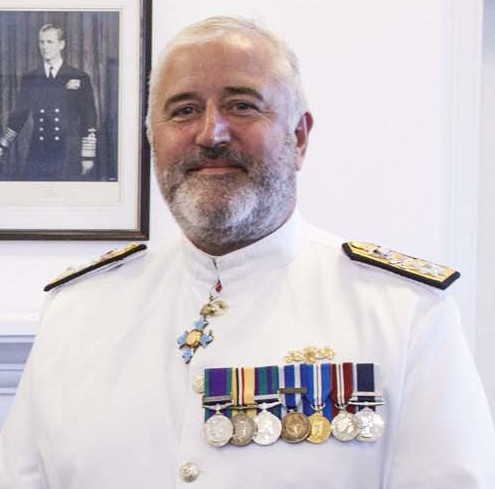
Steven Dainton (* 1967)

- Dainty, Ernest (1891–1947), kanadischer Pianist, Organist, Komponist und Dirigent
- Dainytė, Ieva (* 2005), litauische Skilangläuferin

### Daio
- Daio, Daniel Lima dos Santos (* 1947), são-toméischer Politiker, Premierminister von São Tomé und Príncipe

### Dair
- Dair, Assija (* 1996), kasachische Tennisspielerin
- Dair, Hamza (* 2002), marokkanischer Sprinter
- Dairabajew, Schiguli (* 1954), kasachischer Politiker

### Dais
- Dais, Gerd (* 1963), deutscher Fußballspieler und -trainer
- Dais, Siegfried (* 1948), deutscher Manager
- Daisenberger, Joseph Alois (1799–1883), deutscher, katholischer Pfarrer und Textdichter der Oberammergauer Passionsspiele
- Daiser, Franz (1635–1705), Teilnehmer am bayerischen Volksaufstand 1705
- Daiser, Karl (1847–1914), bayerischer katholischer Geistlicher und Mitglied der Bayerischen Abgeordnetenkammer
- Daiser, Peter (* 1979), deutscher Verwaltungswissenschaftler und Hochschullehrer
- Daisher, Ted (* 1955), American-Football-Trainer
- Daisias, vermeintlicher antiker griechischer Toreut
- Daisical, Laka (* 1953), britische Jazzpianistin und -sängerin
- Daisley, Bob (* 1950), australischer Bassist
- Daisne, Johan (1912–1978), flämischer Schriftsteller
- Daisy Dares You (* 1993), englische Popmusikerin
- Daisy, Tim (* 1976), US-amerikanischer Jazz- und Improvisationsmusiker (Schlagzeug, Perkussion, Vibraphon) und Komponist

### Dait
- Daithí, irischer Violinist
- Daitoku, Toshiyuki (* 1948), japanischer Jazzmusiker
- Daitondas, griechischer Bildhauer
- Daitsch, Nachman (1907–1983), deutscher Rauchwarengroßhändler und Pelzkonfektionär
- Daitz, Stephen G. (1926–2014), US-amerikanischer Gräzist
- Daitz, Werner (1884–1945), deutscher Chemiker, Unternehmer, Politiker (NSDAP), MdR, Ökonom der NSDAPWerner Daitz (1884–1945)

Werner Daitz (1884–1945)

### Daiv
- Daiva Ragažinskienė (* 1986), litauische Radrennfahrerin
- Daivari, Ariya (* 1989), amerikanischer Wrestler

### Daiw
- Daiwaille, Alexander Joseph (1818–1888), niederländischer Porträt- und Landschaftsmaler
- Daiwaille, Elise Thérèse (1814–1881), niederländische Malerin von Stillleben und Lithografin
- Daiwaille, Jean Augustin (1786–1850), niederländischer Porträtmaler der Romantik und Lithograf

### Daix
- Daix, Pierre (1922–2014), französischer Journalist und Schriftsteller